# Rüütli 40a
Rüütli 40a est un immeuble résidentiel et de bureaux de Pärnu en Estonie.

## Description
Le bâtiment a été construit entre 1939 et 1945 pour la Banque d'Estonie à Pärnu.
De nos jours, le bâtiment abrite le Musée d'art nouveau de Pärnu (et) et quatre appartements.
Le bâtiment de la banque est situé à côté de la place de l'Indépendance. 
La gare routière de Pärnu se trouve au nord de celle-ci.

## Histoire
Dès 1934, il était question de construire de nouveaux locaux pour la succursale de Pärnu de l'Eesti Pank. En 1936, le conseil de surveillance d'Eesti Pank chargea le conseil d'administration d'effectuer les études préliminaires et de calculer le coût du nouveau bâtiment. 
L'emplacement exact du bâtiment a été révélé après un concours pour des projets de conception de centre-ville, remporté par l'architecte Harald Arman.
À la suite du concours de conception de bâtiments organisé par la Banque d'Estonie, les architectes Alar Kotli et Anton Soans ont réaliser la conception finale du bâtiment. Le projet a été achevé en avril 1939.
La construction du bâtiment a débuté le 25 juillet 1939 et la première pierre a été posée le 2 décembre de la même année. La construction s'est poursuivie malgré la seconde guerre mondiale qui avait éclaté entre-temps. Le bâtiment a été achevé en 1945.
En 1944, la Caisse centrale d'épargne de Pärnu s'installe dans le bâtiment. De 1944 à 1967, le théâtre Endla a également fonctionné dans le bâtiment de la banque.
En 1993, le chancelier du  ministère des Finances Enn Pant, qui était en même temps membre du conseil d'administration d'Eesti Maapank à Pärnu, a vendu le bâtiment de l'État à Eesti Maapank pour 3,8 millions de couronnes, bien que, selon des experts immobiliers, la valeur du bâtiment était d'environ 20 millions de couronnes. Les appartements de l'immeuble sont également tombés entre les mains de la banque, bien que selon la loi, les locataires de l'appartement auraient eu le droit d'acquérir leur espace de vie.
La correspondance avec l'État et la banque n'ayant pas abouti, les locataires des appartements ont saisi le tribunal en 1997. Le différend a atteint la Cour suprême, qui a statué en 2000 que l'État avait enfreint la loi et donné aux locataires le droit de racheter leurs appartements. En 2001, le ministère des Finances et Ühispank, le successeur légal de Eesti Maapang, ont signé un accord selon lequel la banque recevrait 20 millions de couronnes pour les appartements de l'immeuble. Les locataires n'ont récupéré les appartements qu'en décembre 2005.
En 2007, la SEB a vendu le bâtiment de la banque à une entreprise canadienne, Homburg Invest, et est devenu locataire des locaux d’Homburg. 
Le bâtiment a depuis appartenu à différentes sociétés étrangères.
Depuis 2020, le propriétaire de l'immeuble est la société d'investissement suisse Laurus Sarl. 
SEB a fermé ses bureaux du bâtiment Rüütli 40a en février 2021,.
À partir de l'automne 2020, le Pärnu New Art Museum est installé au deuxième étage du bâtiment.